# Michèle Drouin
Pour les articles homonymes, voir Drouin.
Michèle Drouin, née le 9 septembre 1933 à Giffard (Québec) et morte le 16 septembre 2018 à Montréal, est une peintre et poète. Elle est connue pour son style basé sur des couleurs très vives. À partir de 1992, elle est membre de l’Académie royale des arts du Canada.
Plus de 50 expositions personnelles lui sont consacrées (à Montréal, Québec, Toronto, New York, Paris, Londres, etc.) et son travail est exposé dans plus de 200 expositions collectives.

## Biographie

### Enfance et formation
Michèle Drouin, naît le 9 septembre 1933 dans l'ancienne municipalité Giffard (Québec), désormais intégrée à Beauport. De 1951 à 1955, elle étudie à l'École des beaux-arts de Québecou elle suit les cours de Jean Paul Lemieux, membre de l'Académie royale des arts du Canada. En 1966, elle obtient un brevet spécialisé en éducation artistique de l'École des beaux-arts de Montréal. En 1973, elle obtient une maîtrise en éducation artistique à l'Université Sir Georges William, de Montréal.

## Carrière et parcours artistique
À la fin des années 1970, elle est une artiste peintre abstraite réputée. Elle peint ses toiles selon le technique du hard edge, un mouvement artistique caractérisé par des œuvres peintes dans lesquelles les transitions sont brusques entre les zones de couleur.
Elle participe à deux reprises à la résidence artistique Triangle Artist’s Workshop financée par le fond Triangle Arts (en), fondé par Anthony Caro, en 1983 à Pine Plains, New York, puis en 1995 à Marseille, France,. Ces résidences sur deux semaines permettent de faire se rencontrer des groupes de plusieurs dizaines d'artistes pour échanger sur leurs travaux. Là, elle peint à l'horizontale, sur le sol.
Elle est voisine d'atelier avec Jana Sterbak, au 4060, un bâtiment situé à l’angle du boulevard Saint-Laurent et de la rue Duluth à Montréal.
En 1992, elle est nommée membre de l'Académie royale des arts du Canada.

## Style

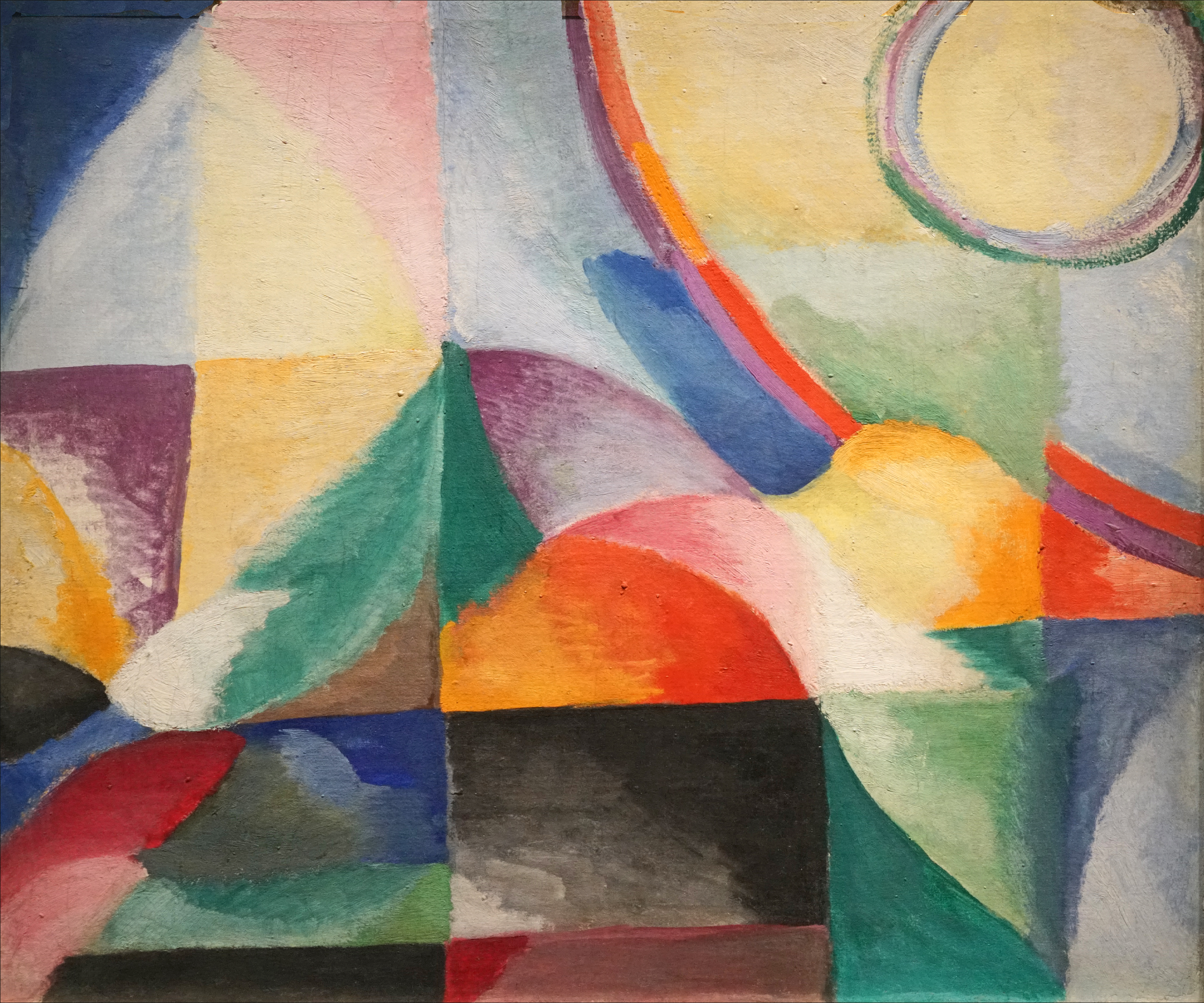
Sonia Delaunay, Contrastes simultanés, 1913

Michèle Drouin cite Sonia Delaunay comme source d'inspiration plutôt que ses contemporains.
Son style de peinture se caractérise par des formes géométriques, à base d'arcs de cercle et de courbes et par une utilisation intensive de la couleur. La résidence de 1983, à Pine Plains, est un élément marquant dans sa peinture. « Elle applique de grands traits, opte résolument pour la couleur et pour un geste très physique. ».
À partir de la fin des années 1990, ses tableaux contiennent de moins en moins de courbes et de plus en plus de bandes de couleurs nettes avec une symétrie haut/bas et gauche/droite.

## Principales expositions
Michèle Drouin participe à plus de 200 expositions collectives et plus de 50 expositions lui sont consacrées,,.

### Expositions collectives
- 1955 : Musée provincial, Québec, QC
- 1955 : Palais Montcalm, Québec, QC
- 1955 et 1956 : Salon du Printemps, Montréal, QC
- 1962 : Musée des beaux-arts de Montréal, Montréal, QC
- 1973 : Université Concordia, Montréal, QC
- 1973 : Vehicule Art Gallery, Montréal, QC
- 1976 : West Broadway Gallery, New York, NY
- 1976 : Huitième festival international de la peinture, Cagnes-sur-Mer, France
- 1977 : Musée du Québec, QC
- 1977 : Colline Gallery, Edmunston, QC
- 1979 : Pleiades Gallery, New-York, NY

### Expositions personnelles
- 1956 : Théâtre Anjou, Montréal, QC
- 1956 : L'Atelier, Québec, QC
- 1975 : Galerie Galatée, Paris, QC
- 1977 : Centre culturel, Joliette, QC
- 1977 et 1979 : Galerie du Long-Sault, Saint-André d'Argenteuil, QC
- 1980 : Centre d'art de Baie St-Paul, QC
- 1988 : Pur sang, Pur couleur, Galerie Elca London, Montréal[9]
- 1992 : Peindre au quotidien, Galerie Elca London, Montréal[6]
- 2009 : Rétrospective Musée des Beaux-Arts de Sherbrooke[10]
- 2013 : Exposition Hommage, Galerie d'art d'Outremont[8],[4].

## Poésie
- La duègne accroupie  (réédité par Les Herbes rouges en 1978), Montréal, Éditions Quartz, 1959 (OCLC 18931253, lire en ligne)[11]
- Suzanne Meloche, Jean-Paul Martino, Micheline Sainte-Marie, Michèle Drouin, Thérèse Renaud, Gilles Groulx, François Charron, La duègne accroupie dans Imaginaires Surréalistes, Québec, Les Herbes rouges, 2024 (ISBN 9782894198636 et 2894198639, OCLC 1425793246, lire en ligne [livre numérique])[12]

## Vie privée
Elle épouse le mécène Sam Abramovitch et ils ont deux enfants. Elle meurt le 16 septembre 2018 à Montréal.

## Distinctions
- 1976 : représente le Canada au huitième festival international de la peinture, Cagnes-sur-Mer, France[1] ;
- 1972 : lauréate du Gouvernement du Québec[1].